# 陰道避孕環
陰道避孕環（Contraceptive vaginal ring）是一種生育控制的裝置，是置入阴道内的環狀裝置，會釋放藥物，達到避孕效果。
陰道避孕環有很多種，其中有一種是炔雌醇/依托孕烯陰道環，也稱為NuvaRing（舞悠），是具可撓性的塑膠（乙烯/醋酸乙烯酯共聚物）環，每個NuvaRing會釋放低劑量黄体制剂及雌激素達三週的時間。全世界約有150萬名女性在使用。因為製造商曾隱瞞和NuvaRing可能會增加血栓風險的資訊，之前曾有多筆針對製造商的訴訟。
目前也開發了孕酮陰道環，由於不會影響母乳哺育，可以供正在哺乳的女性使用。孕酮陰道環的副作用包括有阴道分泌物及排尿時疼痛。

## 避孕效果
陰道避孕環會緩慢釋放激素到體內，主要是陰道給藥雌激素及/或孕激素（一種包括孕酮在內的激素分類），和口服避孕藥的激素相同。激素作用的方式是停止排卵以及使子宮頸黏液變濃，使精子無法和卵子受精。理論上上述激素在受精卵著床之後也會影響受精卵，不過還沒有相關證據。若使用三週，再移除不使用一週。每個陰道避孕環可以維持一個月避孕的效果。若是連續使用的避孕方式，使用者也可以連續使用四週，不過這種使用方式就不會有月經。在額外的這一週內，血清中的激素濃度仍然會在有避孕效果的範圍。
和複合式避孕丸比較，陰道避孕環可以將月經週期調整的比較好，也可以治療經血過多的問題。不過這二種方式對生育年齡內的婦女而言都是有效的短期治療方式。陰道避孕環會讓正常陰道的分泌物增加、減輕经前综合症，不過偶爾也會有陰道炎、一些和裝置相關問題，以及白帶。陰道避孕環會釋放雌激素，因此可能會增加心臟病、中風及其他嚴重的副作用。有些藥物或是食物補充品，像是抗生素利福平、抗真菌劑灰黃黴素、抗癲癇藥、貫葉連翹及HIV藥物，會降低陰道避孕環的效果。陰道避孕環無法保護使用者不罹患性傳染病。唯一有此效果的避孕器材是乳膠或是聚氨酯的避孕套。
陰道避孕環若依標準方式使用，其失敗率為0.3%，若經常使用，失敗率為9%。